# マット・キーン
マシュー・キーン（Matthew Kean、1986年6月2日 - ）はイギリスのミュージシャンで、ロックバンド「ブリング・ミー・ザ・ホライズン」のベーシストとして最もよく知られている。
彼はバンドのスタジオアルバム7枚すべてにクレジットされている。

## 経歴
サウスヨークシャーのシェフィールドで育った。子供の頃はサッカー選手になりたかったが、「そんなことは絶対にできない」と思っていた。大学では生物学、物理学、化学のAレベルを学んだ。
大学の休みの日は、コンピューターで遊ぶ以外に何をしようかと考え、ベースギターを買うことにした。インターネットからタブ譜を印刷し、ブリンク182やグリーン・デイなどの曲に合わせて演奏していた。
ブリング・ミー・ザ・ホライズンに加入する前は、バンドメイトのリー・マリアがメタリカのトリビュートバンドで演奏するのをよく見ていた。大学を卒業し、以前所属していた地元のバンドを離れた後、2004年にバンドに加入した。